# Ветербі-Лейк (Міссурі)
Ветербі-Лейк (англ. Weatherby Lake) — місто (англ. city) в США, в окрузі Платт штату Міссурі. Населення — 2077 осіб (2020).

## Географія
Ветербі-Лейк розташоване за координатами 39°14′4″ пн. ш. 94°41′46″ зх. д. / 39.23444° пн. ш. 94.69611° зх. д. (39.234359, -94.696135).  За даними Бюро перепису населення США в 2010 році місто мало площу 3,46 км², з яких 2,66 км² — суходіл та 0,80 км² — водойми.

## Демографія
Згідно з переписом 2010 року, у місті мешкали 1723 особи в 699 домогосподарствах у складі 564 родин. Густота населення становила 497 осіб/км².  Було 732 помешкання (211/км²).
Расовий склад населення:
| - 95,1 % — білих - 1,5 % — азіатів - 0,8 % — чорних або афроамериканців - 0,5 % — корінних американців - 0,1 % — вихідців з тихоокеанських островів |

До двох чи більше рас належало 1,4 %. Частка іспаномовних становила 3,2 % від усіх жителів.
За віковим діапазоном населення розподілялося таким чином: 18,7 % — особи молодші 18 років, 59,1 % — особи у віці 18—64 років, 22,2 % — особи у віці 65 років та старші. Медіана віку мешканця становила 52,7 року. На 100 осіб жіночої статі у місті припадало 96,2 чоловіків;  на 100 жінок у віці від 18 років та старших — 94,0 чоловіків також старших 18 років.
Середній дохід на одне домашнє господарство  становив 129 947 доларів США (медіана — 110 625), а середній дохід на одну сім'ю — 145 756 доларів (медіана — 125 536). Медіана доходів становила 81 208 доларів для чоловіків та 67 679 доларів для жінок. За межею бідності перебувало 3,9 % осіб, у тому числі 2,6 % дітей у віці до 18 років та 1,3 % осіб у віці 65 років та старших.
Цивільне працевлаштоване населення становило 976 осіб. Основні галузі зайнятості: освіта, охорона здоров'я та соціальна допомога — 22,8 %, науковці, спеціалісти, менеджери — 20,0 %, фінанси, страхування та нерухомість — 10,2 %, роздрібна торгівля — 9,1 %.